# Altica carduorum
Altica carduorum är en skalbaggsart som först beskrevs av Guérin-Méneville 1858.  Altica carduorum ingår i släktet Altica och familjen bladbaggar. Arten är reproducerande i Sverige. Inga underarter finns listade i Catalogue of Life.